# Ramón Acín Aquilué
Ramón Arsenio Acín Aquilué (Huesca, 30 de agosto de 1888-Huesca, 6 de agosto de 1936) fue un pintor, escultor, periodista y pedagogo español. De ideología anarquista, fue víctima de la represión del bando sublevado en los inicios de la guerra civil española, cuando se entregó en su domicilio posterior al maltrato de su esposa, Concha Monrás, siendo fusilado ese mismo día en la paredes del cementerio de Huesca.

## Biografía
Hijo de Santos Acín Mulier, ingeniero agrimensor, y María Aquilué Royán, Ramón fue el  benjamín de la familia y tenía tres hermanos: Santos, Ascensión y Enriqueta. Desde muy temprano fue aficionado a la pintura y con apenas diez años recibió clases de dibujo del pintor oscense Félix Lafuente. A los doce años ingresó en el Instituto de Segunda Enseñanza de Huesca donde realizó sus estudios. En 1907 se matriculó en Ciencias Químicas en la Facultad de Ciencias de Zaragoza. A finales de 1908 abandonó la carrera de Ciencias Químicas y regresó a Huesca. En 1909 tuvo que incorporarse a filas pero se libró del servicio militar por ser hijo de padres sexagenarios. Este mismo año se marchó a Madrid para hacer oposiciones de delineante de Obras Públicas, no logró superarlas y retornó a su ciudad donde volvió a tomar clases de dibujo en la academia particular del pintor Anselmo Gascón de Gotor.
Ramón Acín decidió dedicarse exclusivamente al dibujo y a la pintura y en agosto de 1910 Diario de Avisos de Zaragoza publicó sus primeras ilustraciones en prensa. En agosto de 1911 ilustró la portada del programa de las fiestas de San Lorenzo en Huesca y a finales de este mismo año un dibujo suyo ocupó la portada de la revista humorística madrileña Don Pepito. En enero de 1912, coincidiendo con la remodelación de El Diario de Huesca, dirigido a partir de ahora por Luis López Allué, se hizo cargo de la sección de Notas humorísticas, donde firmaba con el seudónimo «fray Acín». Durante este año también colaboró con otros periódicos más progresistas, donde publicó viñetas políticamente más comprometidas (El Pueblo o Vida Socialista).
En julio de 1913 se instaló en Barcelona, a instancias de su amigo Ángel Samblancat, para fundar el periódico semanal La Ira (Órgano de expresión del asco y de la cólera del pueblo), en cuyo primer número publicó una viñeta y la que fue su primera colaboración escrita en prensa titulada Id vosotros, agresivo escrito contra la guerra con Marruecos. Para el segundo número escribió No riais, una dura crítica hacia los representantes de la Iglesia. Con motivo de este segundo número fueron encarcelados los redactores de La Ira y clausurado el periódico.
A finales de 1913 la Diputación de Huesca acordó conceder a Ramón Acín una pensión para ampliar sus estudios artísticos. Gracias a esta pensión Ramón alternó su residencia, durante 1914 y 1915, entre Madrid, Toledo y Granada. En enero de 1916, Ramón Acín ocupó la plaza de profesor especial interino de Dibujo de las Escuelas Normales de Maestros y Maestras de Huesca. En octubre de este año marchó a Madrid a preparar oposiciones para su plaza. Durante su estancia en Madrid residió en un torreón de la calle Velázquez, torreón que años más tarde ocuparía Ramón Gómez de la Serna. En mayo de 1917 aprobó las oposiciones y consiguió la plaza de profesor numerario de Dibujo de las Normales de Huesca. El 28 de mayo regresó a Huesca, donde su padre, que estaba muy enfermo, fallecería al día siguiente.
En febrero de 1919, junto con otros compañeros de la Agrupación Libre de Huesca, fundó la revista decenal Floreal, que se publicará hasta 1920. Asimismo, desde finales de 1919 hasta 1922, Acín colaboró con el semanario sindicalista leridano Lucha Social, dirigido por su amigo Joaquín Maurín. En diciembre de 1919 se celebró en Madrid el II Congreso de la CNT, al que acudió Acín como delegado sindical del Alto Aragón. En el verano de 1920, junto con Maurín y Andrés Nin, desarrolló una intensa campaña de propaganda y organización sindical por los pueblos leridanos y oscenses. El 29 de junio de 1921, en el Teatro Principal de Huesca, impartió una conferencia en la que proyectó treinta y dos dibujos suyos realizados en cristal y alusivos a cómo serían las corridas de toros en 1970.
En 1922 hizo su primer relieve en barro, se trata de un busto de Luis López Allué que años más tarde (en 1928) se fundió en bronce para formar parte del monumento instalado en el parque de Buenavista de Zaragoza. En octubre de aquel mismo año abrió una academia particular de dibujo en su casa de Huesca, de la cual sería alumno destacado y amigo el escultor José María Aventín, a quien realizó un retrato. El 22 de diciembre de 1922 falleció su madre. Días más tarde, el 6 de enero de 1923, contrajo matrimonio con Concha Monrás. En abril de este año publicó su libro Las corridas de toros en 1970 y el 15 de octubre nació su primera hija, Katia.

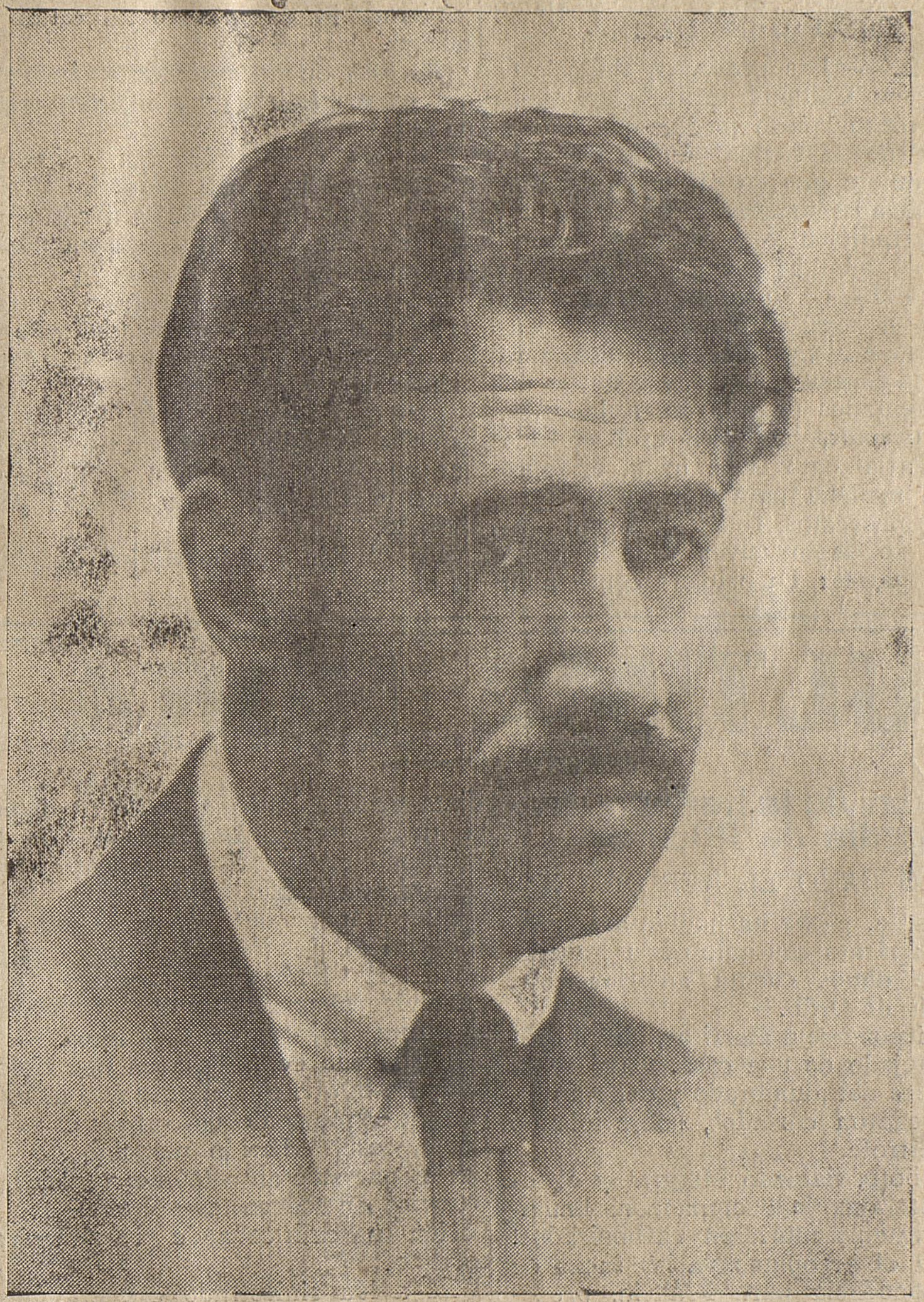
Retrato de Ramón Acín en La Voz de Aragón (1925)

El 11 de abril de 1924 publicó en El Diario de Huesca el artículo titulado Por estética y por humanidad, en el que reclamaba el indulto para su amigo Juan Bautista Acher «Shum», escritor y dibujante condenado a muerte por la dictadura de Primo de Rivera. Con motivo de este artículo Ramón Acín fue encarcelado unos días. Este mismo año, por encargo del Ayuntamiento de Huesca, trabajó en un proyecto escultórico para la Fosa Común, monumento que nunca llegaría a erigirse y del que, en 2007, se colocaría una parte sobre la tumba de Acín. Los relieves en escayola preparatorios de esta escultura pueden contemplarse en el Museo Arqueológico Provincial de Huesca y en el Museo Pedagógico de Aragón. 
En mayo de 1925 se inauguró en Huesca un monumento dedicado al geólogo regeneracionista Lucas Mallada realizado por Acín. El 23 de julio de este año nació su segunda hija, Sol. De junio a septiembre de 1926 viajó a París donde contacta con las vanguardias artísticas y se reunió con Luis Buñuel. En mayo de 1927 Ramón Gómez de la Serna dio una conferencia en Huesca bajo el título Goya y el Manzanares y en la que Ramón Acín, además del cartel anunciador, hizo la presentación del orador. En 1928 realizó la escultura Fuente de Las Pajaritas instalada en el Parque Miguel Servet de Huesca. 

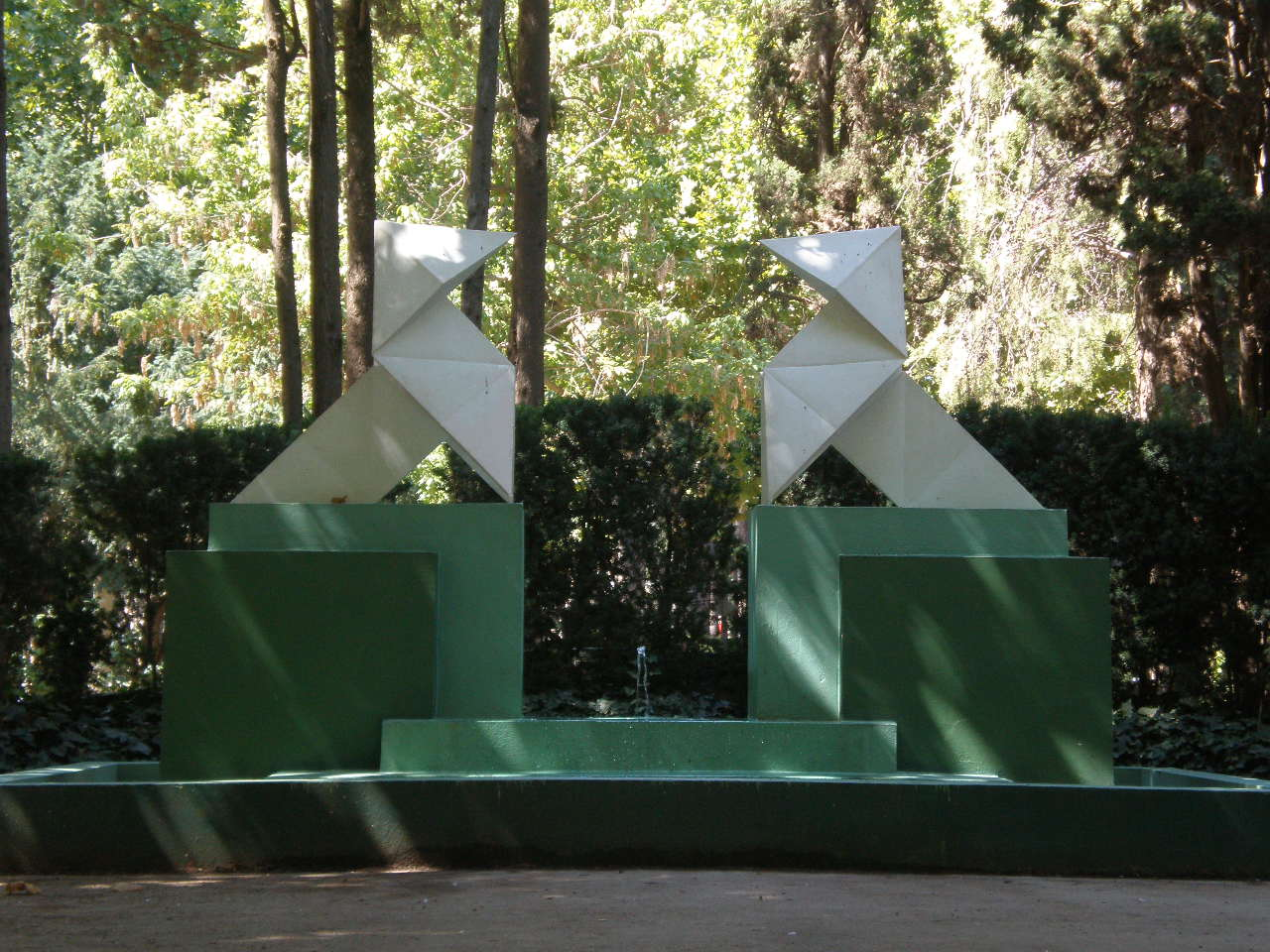
Pajaritas, Parque Miguel Servet

En diciembre de 1929 Ramón Acín expuso por primera vez su obra en las Galerías Dalmau de Barcelona. Unos meses después, en mayo de 1930, volvió a exponer en el Rincón de Goya de Zaragoza. El 12 de diciembre de 1930 se produjo la sublevación de Jaca. Esta fracasó y Ramón Acín, que estaba involucrado, tuvo que exiliarse a Francia. Con el advenimiento de la II República regresó a España y ocupó de nuevo su cátedra en la Normal de Maestros de Huesca.

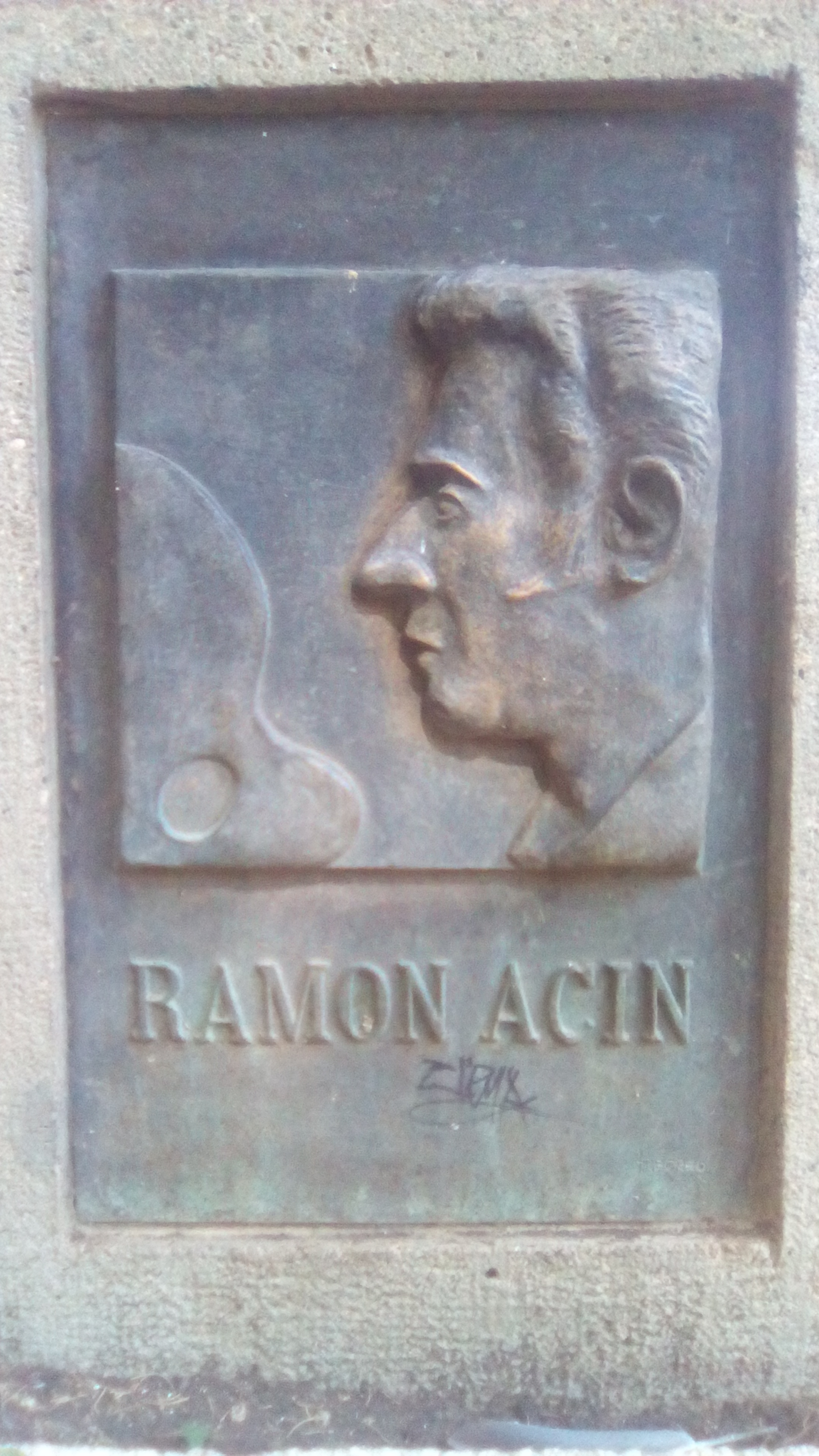
Perfil de Ramón Acín, Parque Miguel Servet

En junio de 1931 asistió en Madrid al III Congreso de la CNT y aprovechó la ocasión para exponer sus obras en el Ateneo. En junio de 1932 expuso en el Círculo Oscense, provocando cierto desconcierto entre sus paisanos que por vez primera contemplaban su obra. En diciembre de este año obtuvo, junto a numerosos oscenses, el premio gordo de la lotería de Navidad. Con parte de ese premio financió al año siguiente la película de Luis Buñuel Las Hurdes, tierra sin pan. En 1933 fue encarcelado en varias ocasiones por su actividad revolucionaria. En julio de 1935 participó en la celebración en Huesca del II Congreso de la Técnica de la Imprenta en la Escuela. El 11 de junio de 1936 murió su hermana Enriqueta y con este motivo Acín publicó en prensa un emotivo artículo. En la noche del 18 de julio de 1936 una multitud de oscenses se dirigió al gobierno civil en demanda de armas para hacer frente a la sublevación militar, el gobernador de Huesca se entrevistó con Acín y otros líderes antifascistas asegurándoles que todo estaba bajo control. Al día siguiente Huesca fue tomada por los sublevados.

## Detención y muerte
Acín se ocultó en su domicilio hasta que el 6 de agosto, al oír como maltrataban a su esposa, salió de su escondite voluntariamente y se entregó. Ese mismo día fue fusilado en las tapias del cementerio de Huesca. Su esposa Concha Monrás fue asesinada, diecisiete días después, junto a un centenar de republicanos oscenses.
La tumba de Ramón Acín se encuentra en el cementerio de Huesca, donde también descansan los restos de su esposa Concha Monrás, de sus hijas Sol y Katia y del marido de ésta última, Federico García Bragado. El relieve escultórico que se encuentra sobre la tumba es una pieza de Ramón Acín que originalmente formaba parte de un proyecto para el Osario de Huesca, pero que finalmente fue adaptado para este uso.

## Reconocimientos
Desde la década de 1990, el Ateneo libertario de la ciudad oscense lleva su nombre. En el año 2005, la CNT de Huesca le homenajeó, acto durante el cual se inauguró una placa conmemorativa en su domicilio situado en la calle Las Cortes número 3, conocida como la Casa Ena. El Museo Pedagógico de Aragón dedica una sección de su muestra permanente a Ramón Acín y sus proyectos pedagógicos.

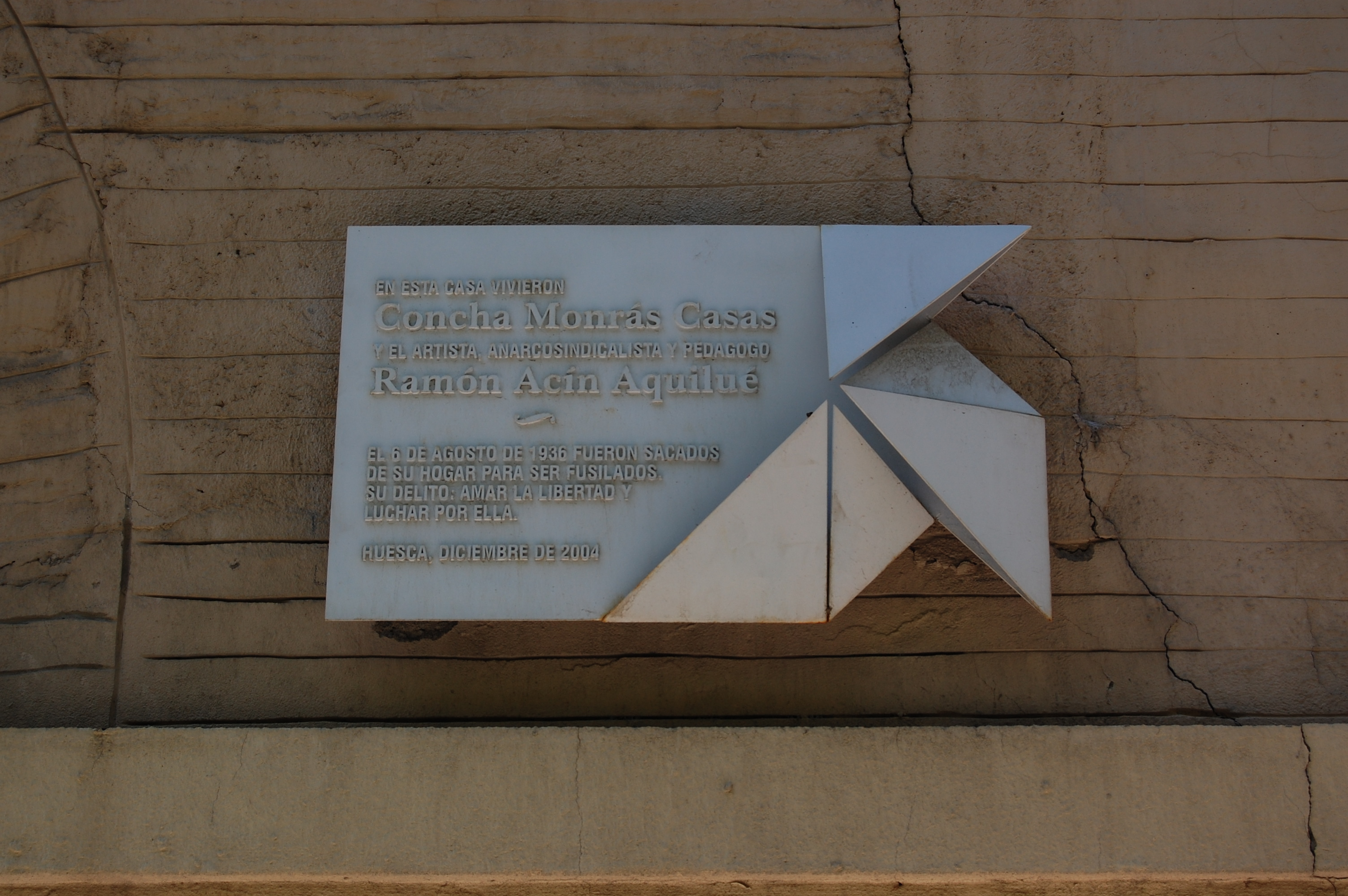
Placa conmemorativa

Ramón Acín aparece como personaje en el cómic Buñuel en el laberinto de las tortugas, de Fermín Solís, y en su adaptación cinematográfica homónima.